# Marcusenius deboensis
Marcusenius deboensis és una espècie de peix pertanyent a la família dels mormírids i a l'ordre dels osteoglossiformes.

## Etimologia
Marcusenius fa referència a l'alemany Johann Marcusen (el primer ictiòleg a estudiar els mormírids de forma sistemàtica), mentre que l'epítet deboensis al·ludeix al llac Débo a Mali.

## Descripció
Fa 25 cm de llargària màxima i 100 g de pes.

## Hàbitat i distribució geogràfica
És un peix d'aigua dolça, demersal i de clima tropical, el qual viu a Àfrica: els llacs Débo i Kainji a la conca del riu Níger a Mali i Nigèria.

## Observacions
És inofensiu per als humans, el seu índex de vulnerabilitat és baix (22 de 100) i és pescat amb destinació a l'alimentació humana.